# C5orf52
C5orf52 (англ. Chromosome 5 open reading frame 52) – білок, який кодується однойменним геном, розташованим у людей на 5-й хромосомі. Довжина поліпептидного ланцюга білка становить 159 амінокислот, а молекулярна маса — 17 908.
| 10         |  | 20         |  | 30         |  | 40         |  | 50         |
| ---------- |  | ---------- |  | ---------- |  | ---------- |  | ---------- |
| MTQPTRPSVT |  | CDQGSSTIGG |  | TAAQATTSSS |  | ATSGSNYQRD |  | RLGRRPEIGV |
| GGQPQICFPR |  | PRSAQQPVLF |  | SLMNSSEAAM |  | KKTLPKSHLS |  | RVIIHDNRIT |
| QRIYEMEVSA |  | LEKTKKKISH |  | YYEHLKKKFM |  | TEQLRKLGRW |  | REESVNSNRY |
| LTFGIPPPV  |  |            |  |            |  |            |  |            |

A: Аланін

C: Цистеїн

D: Аспарагінова кислота

E: Глутамінова кислота

F: Фенілаланін

G: Гліцин

H: Гістидин

I: Ізолейцин

K: Лізин

L: Лейцин

M: Метіонін

N: Аспарагін

P: Пролін

Q: Глутамін

R: Аргінін

S: Серин

T: Треонін

V: Валін

W: Триптофан